# Eublemma keyserlingi
Eublemma keyserlingi là một loài bướm đêm trong họ Erebidae.